# Vallabha

## Življenje
Vallabhacharya se je rodil Shri Lakshmani Bhatti leta 1479 v Champaranyi, zdaj v Chhattisgarhu. Njegovi materi je bilo ime Yellamma. Obdobje, v katerem se je rodil Vallabhacharya je bilo napeto in večina osrednje in severne Indije je bila pod močnim vplivom osvajalcev (predvsem muslimanskih). Prebivalstvo se je pogosto selilo v upanju, da bi pobegnilo pred spreobrnitvijo in verskim preganjanjem. V takih razmerah se je moral Shri Lakshmana Bhatta čim hitreje izseliti iz Varanasija s svojo nosečo ženo. Zaradi vseh grozot ter fizičnih in psiholoških naporov, ki jih je mati utrpela, je otroka rodila prezgodaj, in to kar dva meseca prej načrtovanim porodom. Otrok ob rojstvu ni kazal znakov življenja, zato sta ga obupana starša zavila v kos blaga in ga pustila pod drevesom. Nekateri verjamejo, da se je staršema kasneje v sanjah pokazal Krišna in jima povedal, da se je sam rodil kot njun otrok in da sta ga v zmoti zapustila, saj sta mislila, da ni preživel rojstva. Ko sta se starša vrnila do drevesa, sta na svoje presenečenje res našla otroka živega. Poimenovala sta ga Vallabha.

### Mladost in študij
Izobraževati se je začel pri sedmih letih s preučevanjem štirih Ved. Obvladal je knjige, ki razlagajo šest sistemov indijske filozofije. Naučil se je in tudi študiral filozofske sisteme Adi Sankara, Ramanuja, Madhva, Nimbarka, skupaj z budistično in džainsko šolo. Sam je znal recitirati sto manter, ne le od začetka do konca, ampak celo v obratnem vrstnem redu. V Vyankateshwarju in Lakshmani Balajiju je naredil močan vtis na javnost kot utelešenje znanja. Po študiju do 11. leta je odšel v Vrindavan.
Na sodišču je v Vijayanagari potekala razprava o filozofskem vprašanju, ali je Bog nedualističen ali dualističen. Pri 11 letih je Vallabhacharya dobil priložnost razpravljati o tem vprašanju. Razprava je potekala 27 dni. Cesar ga je ob zmagi počastil s slovesnostjo. Podelili so mu naslov »svetovni učitelj«. Ponudili so mu zlate posode. Zavrnil jih je in jih razdelil med revne učene brahmane.

### Obdobje odraslosti in smrt
Vallabhacharya je bosonog opravil tri romanja po Indiji. Bil je izjemno preprosto oblečen in ni imel obutve. Govoril je na kar 84 mestih, kjer je razlagal pomene raznih verskih in filozofskih besedil. Vallabhacharya je veliko poudarjal svojo predanost Bogu in Njegovi milosti. Imel je mnogo oboževalcev in učencev, najbolj znanih pa je njegovih 84 vdanih služabnikov.
Sam je želel celo življenje ostati v celibatu, vendar mu je »božanstvo« ukazalo, naj se poroči in naj živi družinsko življenje in življenje gospodinjstva. Temu je seveda ugodil in se poročil z Mahalaxmi. Imela sta dva sinova, Gopinathij in Vitthalnathji.
Vallabhacharya je umrl leta 1531 pri 52 letih starosti.

## Dela
Vallabhacharya znan tudi pod imenom Vallabha, je znan je predvsem po tem, da je ustanovil vaišnavsko sekto pod imenom Pushtimarg, ki se je osredotočala predvsem na Krišno. Bil je tudi začetnik filozofije Shuddha advaita (čisti nedualizem).
Pushtimarg
Vallabhacharya je predstavljal vrhunec filozofske misli med gibanjem Bhakti v srednjem veku. Sekta, ki jo je ustanovil, je edinstvena po svojih vidikih predanosti Krišni, zlasti njegovemu otroškemu manifestiranju, in je obogatena z uporabo tradicij, glasbe in festivalov. Danes, večina njegovih privržencev prebiva v severni in zahodni Indiji, njegovi templji pa so po vsem svetu.
Vallabhacharya je v času svojega življenja napisal številne filozofske in pobožne knjige, ki vključujejo:
Anubhashya ali Brahmsutranubhashya - 4 pesmi komentarjev na Brahm Sutro Ved Vyasa
Tattvaarth Dip Nibandh - Eseji o temeljnih načelih duhovnosti (3 poglavja)
1. poglavje: Shaastarth Prakaran
2. poglavje: Bhagavatarth Prakaran
3. poglavje: Sarvanirnay Prakaran
Subodhini - Komentar na Shrimad Bhagavat Mahapuran (na voljo so samo pesmi 1, 2, 3 in 10)
Shodash Granth - Šestnajst kratkih skladb v verzih, ki svoje privržence učijo o predanem življenju
Poleg glavne literature je sestavil tudi ostala dela, kot so Patravalamban, Madhurashtakam, Gayatribhashya, Purushottam Sahastranaam, Girirajdharyashtakam, Nandkumarashtakam itd.
Komentarji in verzi 
Napisal je izčrpne komentarje na sanskrtske spise, Brahma-sutre (Anubhasya) in Shreemad Bhagwatam (Shree Subodhini ji, Tattvarth Dip Nibandh).
Shodash Granthas
Prav tako je, da bi pomagal ostalim na tej poti predanosti, napisal 16 skladb v verzih, ki jih poznamo kot Shodasha Granthas. Ti so nastali kot odgovori. Verzi opredeljujejo praktično teologijo Pushtimarge.
Shodash Granthas (doktrine) služijo kot vodnik za bhakte. Govorijo o naraščajoči ljubezni do Šri Krišne preko Seve (služba) in Smarane (spominjanje). Te doktrine so Mahaprabhujev na?in spodbujanja in navdiha bhakte na tej poti milosti. Osrednje sporočilo Shodasha Granthas je popolna predaja Gospodu. Goswami lahko usmerja željno dušo na to pot Shri Krišnove ljubeče vdanosti in služenja. Verzi pojasnjujejo vrste bhaktov, način predaje in nagrado za Sevo ter druga praktična navodila. Bhakto neguje Gospodova milost.
-Shree Yamunatakam: Oda Shree Yamuna Maharani
- Baala Bodhah: Vodnik za začetnike na poti predanosti
- Siddhant-Muktavali: Niz biserov, sestavljen iz načel/osnov Pushtimarga
- Pusti-Pravaha-Maryadabhedah: Različne značilnosti različnih tipov duš (dovzetnost Gospodove milosti)
- Siddhant-Rahasya: Skrivnost načel
- Navratna: Devet draguljev navodil (Neprecenljiva navodila za bhakte)
- Antah-Karan-Prabodhah: Tolažba svojega srca (prošnja do lastnega srca)
- Vivek-Dhairy-Aashray: Diskretnosti, potrpežljivosti in predaje
- Shree Krushna Aashray: Zavetje Shree Krushna
- Chatuhshloki: Štirje verzi (Verser), ki ponazarjajo štiri življenjska načela; Dharma, Arth, Kaam, Moksh vaišnava
- Bhakti-Vardhini: Povečanje predanosti
- Jal-Bhed: Kategorije in lastnosti dobrega govorca.
- Pancha-Padyaani: Pet poučnih verzov o kategorijah in kvalitetah poslušalca
- Sannyasa-Nirnayah: Odločitev o odpovedi
- Nirodh-Lakshanam: Prepoznavanje značilnosti odmaknjenosti
- Seva-Phalam: nagrada za opravljanje seve (češčenja) Gospoda